# Hammarskog

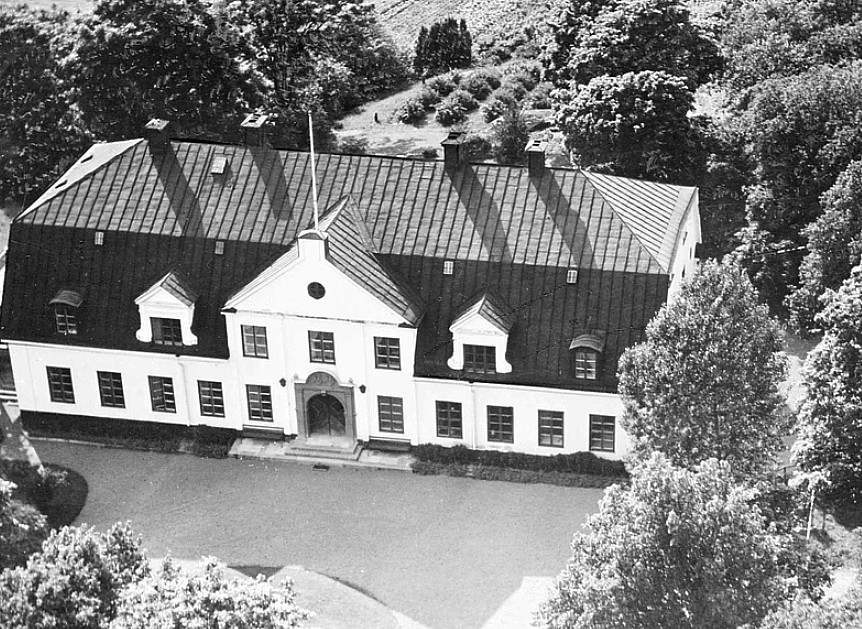
Hammarskogs herrgård 1938.

Hammarskog är en herrgård i Dalby socken i Uppsala kommun, belägen vid en vik av Ekoln i Uppland.

## Historik

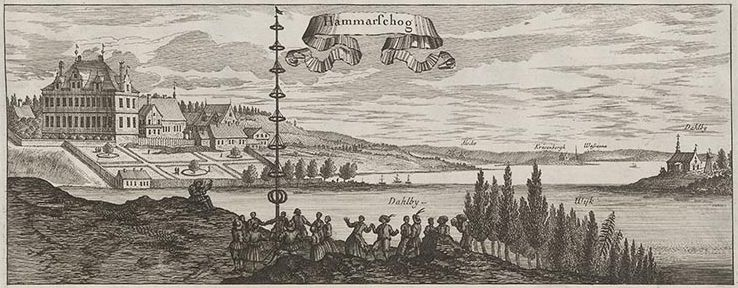
Hammarschog i Sueciaverket 1669.

Gårdens namn fram till 1600-talet var Hammarby. Uppsala domkyrkas byggnadsfond ägde 1344 ett markland i Hammarskog. 
Under 1376–85 skrev sig Klara Ray (kluven sköld med två balkar i västra fältet) till Hammarby, som då fungerade som frälsegård för henne. Hennes son Nils Petersson (vingat svärd) som var häradhövding i Hagunda härad skrev sig hit 1376–90, och han överlät 1399 Hammarby till Katarina Eriksdotter, som kallar Nils sin bror och var gift med Erik Nilsson (Väsbyätten). Erik Nilsson var häradshövding i Hagunda och har troligen tidvis nyttjat Hammarby som sätesgård. År 1424 daterade han ett brev på Hammarby. Erik Nilssons dotter Anna och hennes make Gregers Bengtsson (Bjälboättens oäkta gren) hade åtminstone tidvis bott på Hammarby mellan 1447 och 1470.
Greger Bengtsson beklagade sig 1470 över att Ulf Stock, Olof Varg och andra anhängare till Erik Karlsson (Vasa) pulutrat hans gård Hammarby och stulit mat och bryggpannor från gården. Under 1500-talet fanns här troligen igen frälsegård, 1486–1572 anges Hammarby bestå av tre frälsegårdar.
År 1562 nämnes riksmarskalken Gabriel Kristiernsson Oxenstierna, friherre till Mörby, såsom Hammarskogs ägare. Hans son, riksrådet Krister Gabrielsson Oxenstierna, friherre till Steninge, byggde Hammarskog till sätesgård. Efter honom ägdes det av hans svåger riksrådet Jöran Knutsson Posse. Efter hans flykt till drogs Hammarskog in till kronan. Det återlämnades dock senare till hans son Knut Jöransson Posse, gift med Lennart Torstensons syster.

## Byggnad
Dagens herrgårdsbyggnad stod färdig 1655 och var ursprungligen ett slottsliknande hus innan en eldsvåda i slutet av 1700-talet förstörde de översta våningarna. Då inte pengarna räckte till att bygga upp huset i sin helhet, revs de nedbrunna övre våningsplanen och taket flyttades ner.
I herrgårdsbyggnaden finns idag kafé och restaurang och utgör en del av Hammarskogs naturreservat, som har ett stort antal stigar i ett naturskönt område mellan Dalbyviken och Näsdalen.